# ツーソン (アリゾナ州)
ツーソン（英語: Tucson [ˈtuːsɑn, tuːˈsɑn]、スペイン語: Tucson, Tucsón [ˈtukson, tukˈson]、パパゴ語：Cuk Ṣon）は、アメリカ合衆国アリゾナ州のピマ郡にある都市。トゥーソンとも呼ぶ。人口は54万2629人（2020年）で、増加傾向にある。
周囲を山に囲まれ、銀や銅を産出する鉱業都市としても知られる。フェニックスと共にエレクトロニクス産業の中心地として発展しており、メキシコからの移民流入が続いている。また、周囲を山に囲まれ、観光・保養都市としても注目を浴びているほか、アリゾナ大学の所在地であることから、学術都市としても知られている。

## 歴史
フーバーダムの水により初めて人の住むことが可能になったフェニックスより、ツーソンの歴史は遥かに古い。
1539年から1542年にかけて、ヌエバ・エスパーニャから来たスペイン人がこの地を探検した。1692年にはキノ神父が訪れ、1700年に聖ザビエル伝道教会を設立した。スペインは1775年8月18日に要塞を建設し、ツーソンと名づけた。
合衆国は1848年の米墨戦争でアリゾナの大部分を占領し、1853年12月30日の「ガズデン購入」でヒラ川流域を領有した。1867年から1877年まではアリゾナ準州の州都であった。
1880年、サザン・パシフィック鉄道の線路がツーソンに到達した。

## 地理

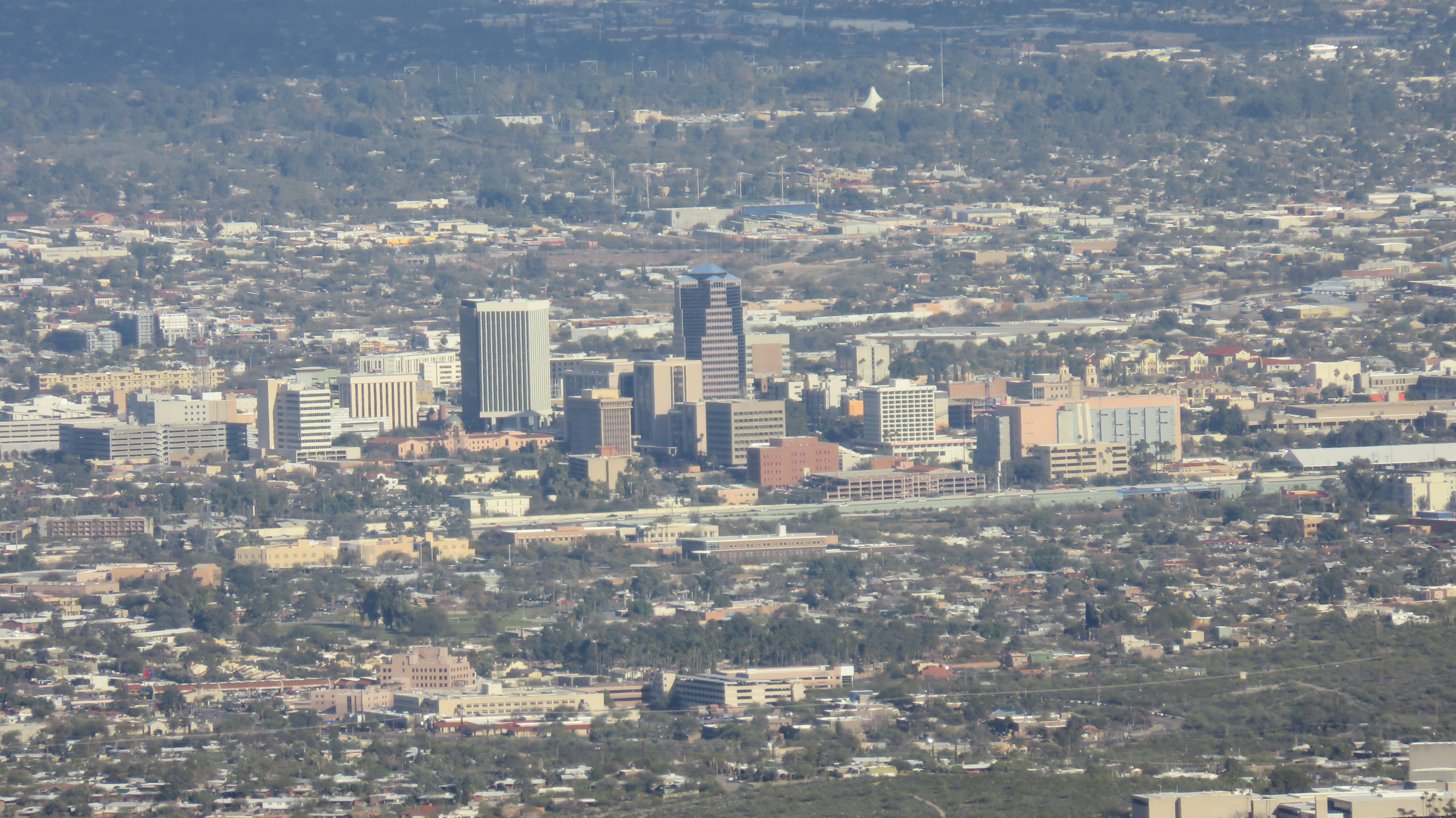
ツーソン遠景

ツーソンは北緯32度12分52秒、西経110度55分5秒 (32.214476, -110.918192)に位置している。
アメリカ合衆国統計局によると、この都市は総面積505.3 km2 (195.1 mi2) である。このうち504.2 km2 (194.7 mi2) が陸地で1.1 km2 (0.4 mi2) が水面である。総面積の0.22%が水面となっている。

## 観光

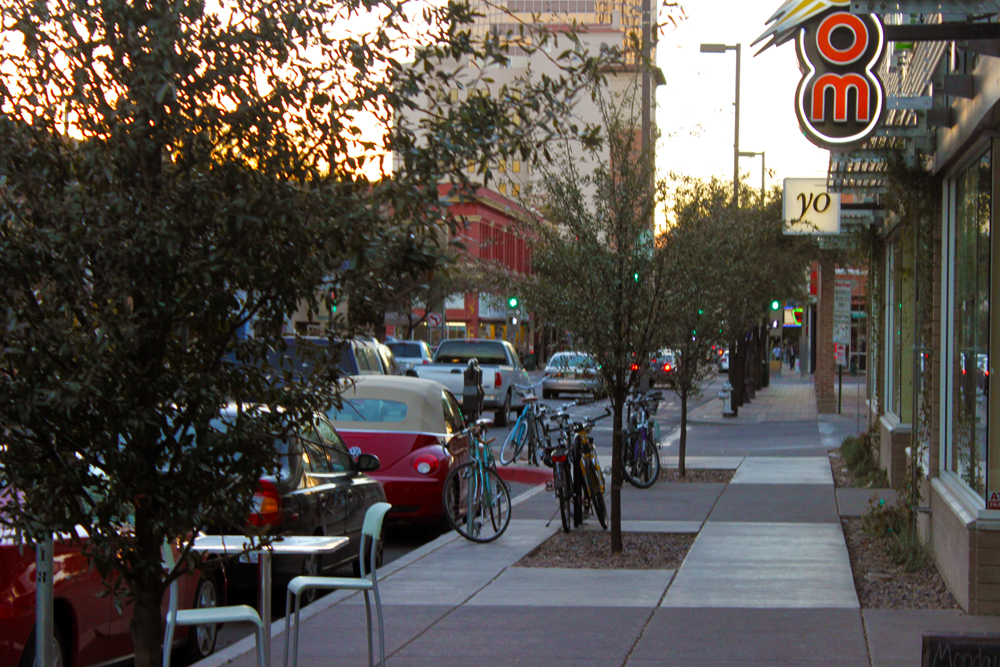
ダウンタウン

- 聖ザビエル伝道教会（en:Mission San Xavier del Bac）は、1700年設立と伝えられる古刹である。現在の教会は二代目の建物で「砂漠の白い鳩 The White Dove of the Desert」の別名を持つ。完成は1797年である。

- 「ツーソンショー（通称）」は、世界最大規模の宝石・鉱物見本市であり、毎年1月から2月にかけて開かれる。期間中は街じゅう至るところが展示即売会場となり、世界中から宝石のバイヤーや鉱物、化石などの研究者やファンが多数訪れる。

- ピマ航空宇宙博物館は、さまざまな種類の航空機が展示されている。

- バイオスフィア2はアリゾナ大学の研究施設。閉鎖生態系の実験場であり、一般の見学もできる。ツーソンの郊外にある。

- タイタンミサイル博物館（en:Titan Missile Museum）は、冷戦時代に作られた大陸間弾道ミサイル発射場である。ツーソン郊外にある。

## 交通

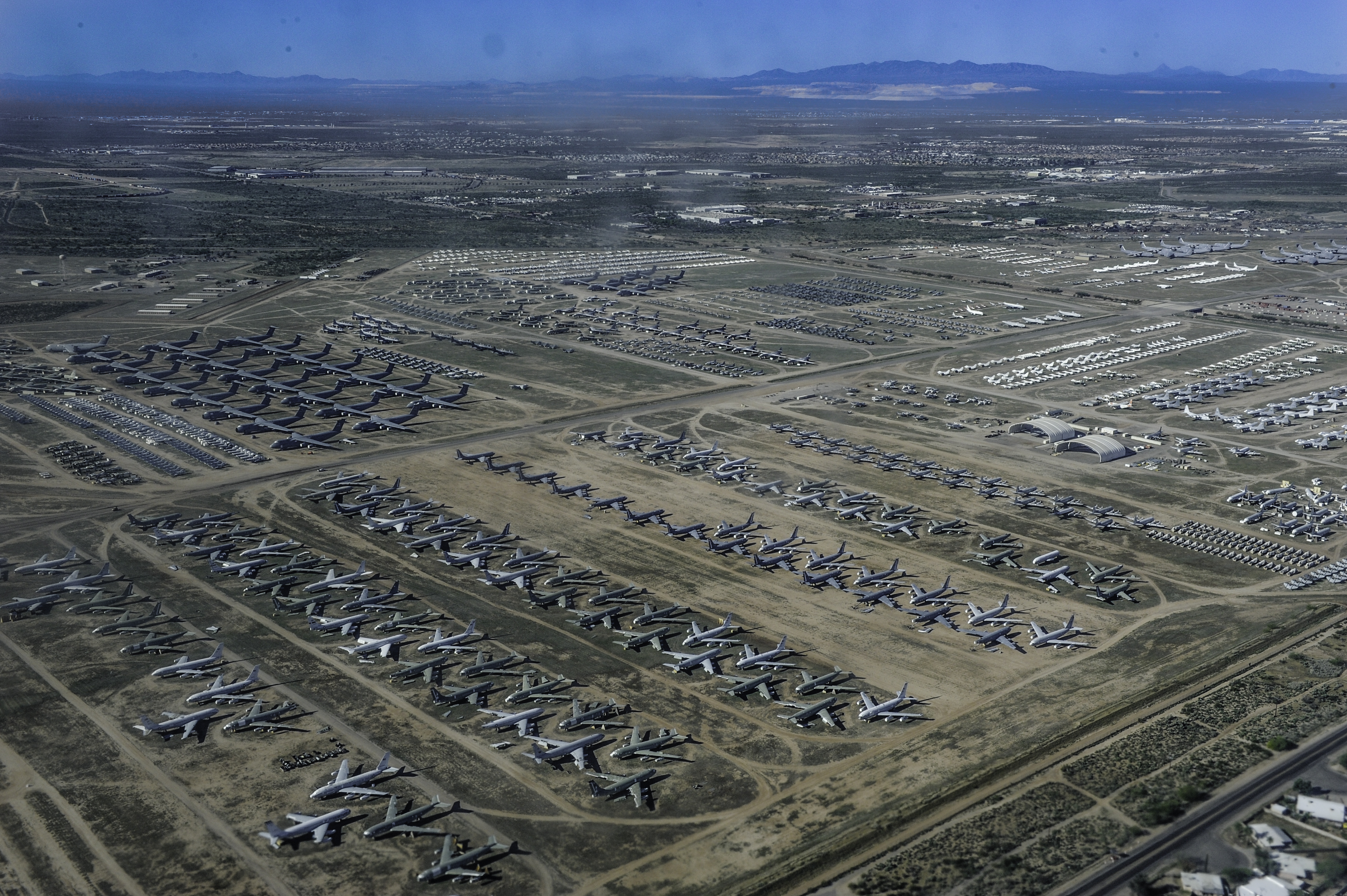
デビスモンサン空軍基地

市街地の南にツーソン国際空港がある。すぐそばのデビスモンサン空軍基地は飛行機の墓場として知られる。
ツーソン駅は、アムトラックのサンセット・リミテッド号の停車駅である。
市の幹線道路は州間高速道路10号線である。西に170キロメートル行くと州都フェニックスに至る。しかし東に行ってもエルパソまで町らしい町は無い。州間高速道路19号線を南に100キロメートル行くとメキシコの都市ノガレス に至る。この道路は「Inter State」ではなく 「Inter National Highway」であり案内表示にメートル法が使われている。

## 住民及び文化

### 人口動勢
2000年の国勢調査で、この都市は人口486,699人、192,891世帯、及び112,455家族が暮らしている。人口密度は965.3/km2 (2,500.1/mi2) である。415.7/km2 (1,076.7/mi2) の平均的な密度に209,609軒の住宅が建っている。この都市の人種的な構成は白人70.15%、アフリカン・アメリカン4.33%、先住民2.27%、アジア2.46%、太平洋諸島系0.16%、その他の人種16.85%、及び混血3.79%である。ここの人口の35.72%はヒスパニックまたはラテン系である。
この都市内の住民は24.6%が18歳未満の未成年、18歳以上24歳以下が13.8%、25歳以上44歳以下が30.5%、45歳以上64歳以下が19.2%、及び65歳以上が11.9%にわたっている。中央値年齢は32歳である。女性100人ごとに対して男性は96.0人である。18歳以上の女性100人ごとに対して男性は93.3人である。
この都市の世帯ごとの平均的な収入は30,981米ドルであり、家族ごとの平均的な収入は37,344米ドルである。男性は28,548米ドルに対して女性は23,086米ドルの平均的な収入がある。この都市の一人当たりの収入 (per capita income) は16,322米ドルである。人口の18.4%及び家族の13.7% は貧困線以下である。全人口のうち18歳未満の23.6%及び65歳以上の11.0%は貧困線以下の生活を送っている。

### メディア
ツーソンの主要な日刊新聞としてはアリゾナ・デイリースター紙（Arizona Daily Star）がある。1981年に、スターはクラーク・ホールズ (Clark Hallas) 及び ロバート・B・ロウ (Robert B. Lowe) がアリゾナ大学フットボール・コーチ「トニー・メイソン (Tony Mason)」による採用違反についての話題を扱った事でピューリッツァー賞を受賞した。この地域の他の著名な新聞としては、ツーソン・シチズン紙（Tucson Citizen）、夕刊紙ブロードシート、及びツーソン・ウィークリー（Tucson Weekly）、無料週刊タブロイド紙などがある。
ツーソンには主要な全国ネット系列のテレビ局がある。：KVOA 4 (NBC)、KGUN 9 (ABC)、KOLD 13 (CBS)、KMSB 11 (Fox)、KTTU 18 (My)、及び KWBA 58 (CW)。KUAT 6 はアリゾナ大学によって運営されているPBS系列局である。

## 著名な居住者（出身・元住人含む）
- ミカ・ブーレム - 女優
- レイ・ブラッドベリ - 作家
- ジョゼフ・ボナンノ - マフィアのボス
- アースキン・コールドウェル - 劇作家
- ジョン・デンバー - 歌手
- バーバラ・イーデン - 女優
- ファラ・フォーセット - 女優
- ユリシーズ・ケイ - 作曲家
- バーバラ・キングソルヴァー - 作家
- グレッグ・キニア - 俳優
- ドン・ノッツ - 俳優
- リー・マーヴィン - 俳優
- クレイグ・T・ネルソン - 俳優
- リンダ・ロンシュタット - 歌手
- ケイト・ウォルシュ - 女優
- ジョージ・アリアス - 元プロ野球選手
- コード・ジェファーソン - 映画監督

## 姉妹都市
ツーソンにはSister Cities International, Inc.に登録している10つの姉妹都市がある。：
- - アルマトイ（カザフスタン）
- - シウダ・オブレゴン（メキシコ）
- - ロスコモン県（アイルランド）
- - スレイマニヤ（イラク）
- - セゴビア（スペイン）
- - トリカラ（ギリシャ）
- - ペーチ（ハンガリー）
- - グアダラハラ（メキシコ）
- - 台中市（台湾）
- - 六盤水市（中国）